# Avinguda Prat de la Riba (Lleida)
L'Avinguda Prat de la Riba (anomenada durant la dictadura franquista Avenida del General Mola) és una de les principals avingudes de la ciutat de Lleida, amb 3 carrils en cada sentit. Inicialment, el tram antic només mesurava 805 metres, que anava des de la plaça Ricard Vinyes fins al carrer Príncep de Viana. Anys més tard, a la zona d'expansió del barri de Pardinyes, es va continuar el nou tram, quedant separat de l'anterior per les vies del tren. Actualment, ja està construït l'entroncament per unir els dos trams, aprofitant el soterrament de les vies.
En l'encreuament amb la Rambla de Pardinyes es troba el Pavelló Barris Nord, on juga el Força Lleida Club Esportiu, mentre que al número 36 es troba l'antic edifici del Govern Militar i al número 56 el Centre d'urgències d'atenció primària de Prat de la Riba.